# Dibattito in cucina

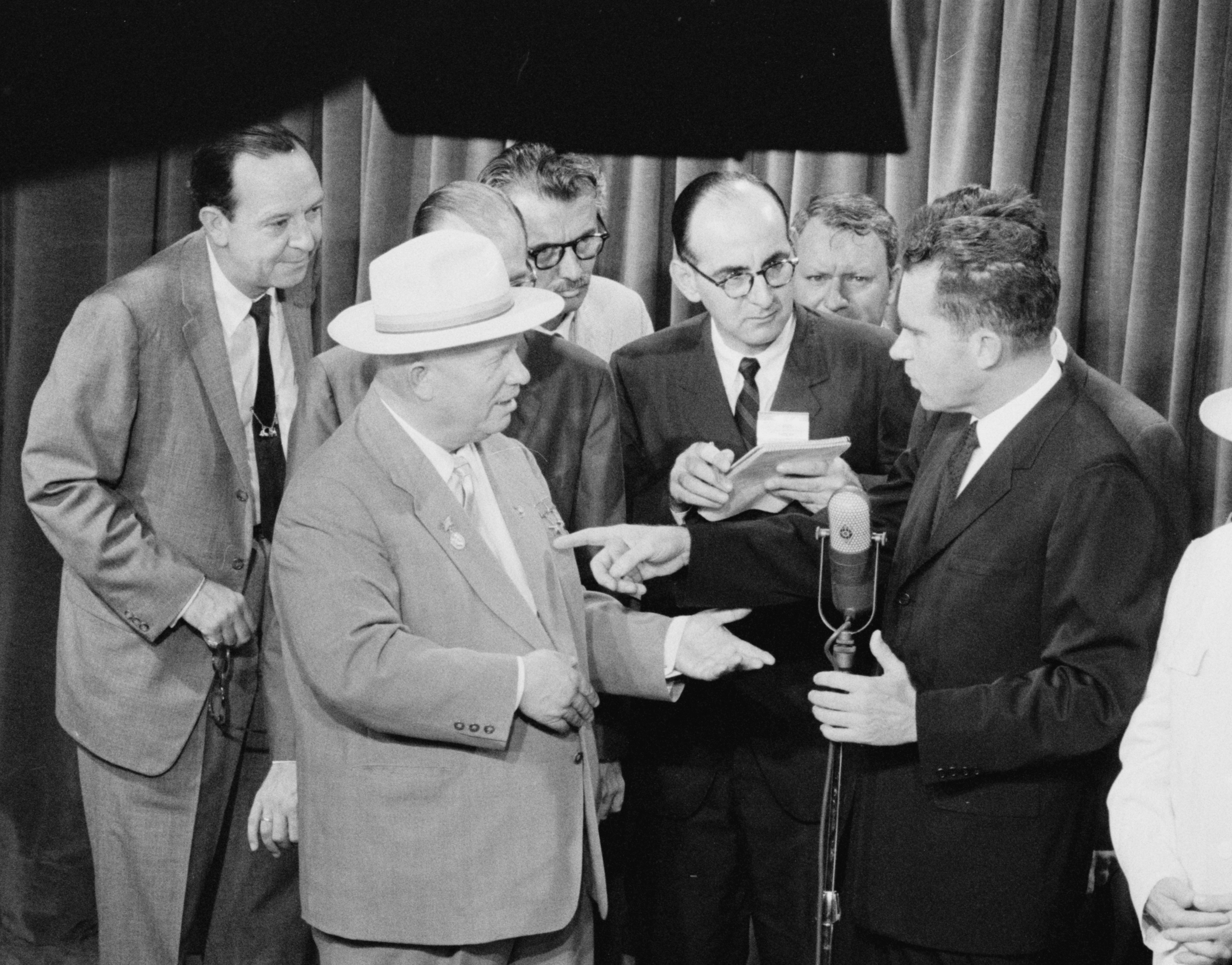
Chruščëv (a sinistra) e Nixon (a destra) fotografati durante le fasi preparatorie del dibattito

Lo storico dibattito in cucina (in inglese kitchen debate, in russo кухонные дебаты, traslitterato kuhonnye debaty) fu una discussione improvvisata (attraverso interpreti) fra l'allora vice presidente statunitense Richard Nixon e il presidente del Consiglio sovietico Nikita Chruščëv, all'apertura dell'Esposizione Nazionale Americana (National American Exhibition) al Parco Sokolniki di Mosca, il 24 luglio 1959.
Per l'esposizione, in particolare, fu costruita una casa prefabbricata che gli espositori americani sostenevano che chiunque poteva acquistare negli Stati Uniti. Per l'occasione, essa fu riempita di vari elettrodomestici della serie oggi chiamata "linea bianca" (white appliances), che aiutavano a lavorare di meno in casa e che dovevano rappresentare, agli occhi dei Sovietici, i frutti del mercato capitalistico americano dei beni di consumo.

## Storia
Il "dibattito in cucina" fu il primo incontro ad alto livello tra leader sovietici e statunitensi dal Vertice di Ginevra del 1955. Come riferito da William Safire, che era casualmente presente come agente stampa dell'esposizione, l'incontro ebbe luogo in varie sedi nell'esposizione ma principalmente nella cucina di una casa modello suburbana, tagliata a metà in modo da essere facilmente visibile dall'esterno.
La casa è stata chiamata scherzosamente anche splitnik, un gioco di parole tra il verbo inglese to split ("dividere, spaccare") e lo Sputnik, il primo satellite artificiale della Terra lanciato poco tempo prima dai Sovietici il 4 ottobre 1957.
In questa cornice, Nixon e Chruščëv discussero ciascuno i meriti dei rispettivi sistemi economici, capitalismo e socialismo. Il dibattito ebbe luogo durante un periodo di crescente tensione della Guerra fredda, iniziato con il lancio dello Sputnik nel 1957 e proseguito con la crisi degli U-2 nel 1960. La maggior parte degli Americani credette che Nixon avesse vinto il dibattito, aumentando il suo prestigio interno. Fu registrato su videonastro a colori, una nuova tecnologia di cui gli Stati Uniti erano pionieri; durante il dibattito Nixon evidenziò questo come uno dei molti progressi tecnologici americani. Non mancò poi di vantare altre conquiste dello stile di vita americano, come le lavastoviglie, i tagliaerba, i supermercati pieni zeppi di articoli di drogheria, le Cadillac convertibili, i colori per il trucco, il rossetto, le scarpe con i tacchi a spillo, gli apparecchi hi-fi, le torte assortite, i pasti pronti (i cosiddetti TV dinners) e la Pepsi-Cola.
Fu proprio l'enfasi data da Nixon agli elettrodomestici americani, come la lavastoviglie, che contribuì a dare all'evento il titolo di "dibattito in cucina". Entrambi i politici presentarono argomentazioni a favore delle conquiste industriali del loro paese, con Chruščëv che metteva in risalto l'attenzione dei Sovietici per "le cose che contano" piuttosto che per il lusso, chiedendo sarcasticamente se ci fosse una macchina che "mette il cibo in bocca e lo spinge giù". Nixon rispose dicendo che almeno la competizione era tecnologica, anziché militare.
Alla fine, entrambi concordarono che gli Stati Uniti e l'Unione Sovietica avrebbero dovuto essere più aperti gli uni con l'altra; tuttavia, Chruščëv era scettico sulla promessa di Nixon che la sua parte nel dibattito sarebbe stata tradotta in inglese e trasmessa negli Stati Uniti. La cucina era stata progettata per il costruttore della Florida All-State Properties dall'architetto Andrew Geller, dello studio Raymond Loewy Associates. Proprio in seguito al dibattito, la compagnia ebbe l'idea di mettere in commercio case prefabbricate a prezzi accessibili.

## Trasmissione televisiva e reazione americana
Negli Stati Uniti, le tre maggiori reti televisive (ABC, CBS e NBC) trasmisero il "dibattito in cucina" il 25 luglio. In seguito i Sovietici protestarono, perché Nixon e Chruščëv avevano concordato che il dibattito avrebbe dovuto essere trasmesso simultaneamente in America e in Unione Sovietica: di conseguenza i Sovietici minacciarono perfino di trattenere il nastro finché non fossero stati pronti a trasmettere. Le reti americane, tuttavia, avevano ritenuto che attendere avrebbe fatto perdere alla notizia la sua immediatezza. Due giorni dopo, il 27 luglio, il dibattito fu trasmesso alla televisione di Mosca, anche se a tarda notte e con l'intervento di Nixon solo parzialmente tradotto, specie nei passaggi più salienti.
La reazione americana al dibattito fu inizialmente piuttosto diversificata, con il The New York Times che lo definiva "uno scambio che enfatizzava il divario esistente tra est ed ovest ma aveva scarsa rilevanza sulla questione sostanziale" e lo dipingeva come un'acrobazia politica. Il giornale dichiarò anche che l'opinione pubblica sembrava divisa dopo i dibattiti. D'altro canto, Time, che si occupava anche dell'esposizione, lodò Nixon, dicendo che "riusciva in modo unico a personificare un carattere nazionale fiero delle conquiste pacifiche, sicuro del suo modo di vita, fiducioso della sua potenza sotto minaccia".
Malgrado la natura informale e non strettamente diplomatica del confronto, Nixon alla fine al ritorno da Mosca vide crescere la sua popolarità, rispetto a una relazione con il pubblico che fino ad allora era stata generalmente tiepida. Il viaggio innalzò il profilo di Nixon come statista, contribuendo notevolmente ad accrescere le sue possibilità di ricevere la candidatura repubblicana per le elezioni presidenziali dell'anno successivo, che alla fine riuscì a ottenere. Ciò nonostante, non sarebbe comunque riuscito a conquistare la carica di Presidente degli Stati Uniti, perché, nelle elezioni presidenziali dell'8 novembre 1960, avrebbe perso a favore del suo rivale democratico, John Fitzgerald Kennedy.